# Langano
Langano (amharski: ላንጋኖ) je jezero u regiji Oromia u Etiopiji, udaljeno oko 150 km južno od glavnog grada Adis Abebe. Prvi Europljanin koji je izvjestio o postojanju tog jezera bio je 1900-ih Oscar Neumann, on je naveo i da ga zovu Jezero Kore.

## Zemljopisne osobine
Jezero leži na nadmorskoj visini od 1,585 metara, položeno istočno od jezera Abijata u Velikoj rasjednoj dolini, na granici zona Misrak Šoa i Arsi
Jezero dobiva vode s  planine Arsi, a vode mu istječu na južnom dijelu jezera u rijeku Hora Kalo, koja teče do jezera Abijata. Sliv jezera obuhvaća 1600 km².  
Najbliže veće mjesto je Šašamene koje se nalazi 42 km južno.
Obale jezera su većinom stjenovite, osobito na istočnoj strani, no postoji i niz močvarnih uvala na jugu. Voda jezera je crvenkasto-smeđe boje, temperatura varira između 22-26.5°C, pH vrijednost je blizu 9.1. Ukupna koncentracija otopljenih krutih tvari varira između 1250-1650 mg/l, dok je srednja koncentracija kisika 4 mg/l. Razina jezera u proteklih 25 godina varirala za 1.7 m, najviša je bila 1969., a najniža 1974. Godišnja oscilacija razina voda u jezeru je ispod 1 metra.
Pored Jezera Lagnana bio je epicentar dva potresa, prvi se zbio 1906. magnitude 6.8 ML po Richterovoj ljestvici, a drugi u 1985. (magnitude 6.2 ML ).

## Gospodarstvo
Uz obale jezera postoje manja naselja, čiji se stanovnici bave ribolovom (ribe Oreochromis niloticus). Tu je i jedan hotel, koji zapravo poslužuje goste obližnjeg Nacionalnog parka Rift Valley. Kako vode jezere nemaju vodene parazite Bilharziu i Schistosomasis, za razliku od većine ostalih slatkovodnih jezera Etiopije,  jezero Langano je jako popularno među izletnicima iz gradova. 

## Flora i fauna jezera
Pored jezera Lagnano ima dosta izvorne afričke divljine. Ima nilskih konja, majmuna, bradavičaskih svinja, jako puno ptica ali ne i krokodila. Okolica jezera nema puno šuma, i ima puno sela. 